# کم‌خونی میلوفیتزیک
کم خونی میلوفیتزیک (Myelophthisic anemia) یک نوع شدید از کم‌خونی است که به‌علت جایگزین شدن بافت خون‌ساز مغز استخوان با سلول‌ها یا بافت‌های دیگر همانند تومورها یا گرانولوماهای بدخیم به وجود می‌آید. در این نوع کم خونی اشکال در کاهش تولید است لذا اندازه و خصوصیات گلبول‌های قرمز طبیعی هستند.
از جمله کم‌خونی‌های میلوفیتزیک می‌توان به میلوفیبروز، لوکمی و لنفوم اشاره کرد. درمان آن، درمان بیماری مسبب و تزریق خون است.